# Ramón Joaquín Domínguez
Ramón Joaquín Domínguez Hervella (13 de enero de 1811-7 de mayo de 1848) fue un escritor, gramático y lexicógrafo español, principalmente conocido por la compilación del Diccionario Nacional (1846-1847).

## Semblanza
Domínguez nació en la localidad orensana de Verín en 1811. Era hijo del médico Manuel María Domínguez, padre de una numerosa prole formada por diecisiete hermanos. Como era habitual por entonces en familias tan numerosas, en principio fue destinado a la vida eclesiástica, acudiendo a Santiago de Compostela para convertirse en novicio. Sin embargo, cambió de inclinación, dirigiéndose a Madrid, donde se labraría una intensa trayectoria intelectual, marcada por su alineación con las fuerzas progresistas y revolucionarias de la época.
 

Su activa vida política hace presuponer que pudo pasar largas temporadas refugiado en Francia, lo que le habría permitido obtener el dominio de la lengua francesa necesario como para trabajar de profesor de este idioma (1844) y para escribir una Nueva gramática francesa (1844) e iniciar su Diccionario universal francés-español y español-francés, con unas 100 000 entradas del español al francés y otras 90 000 del francés al español.

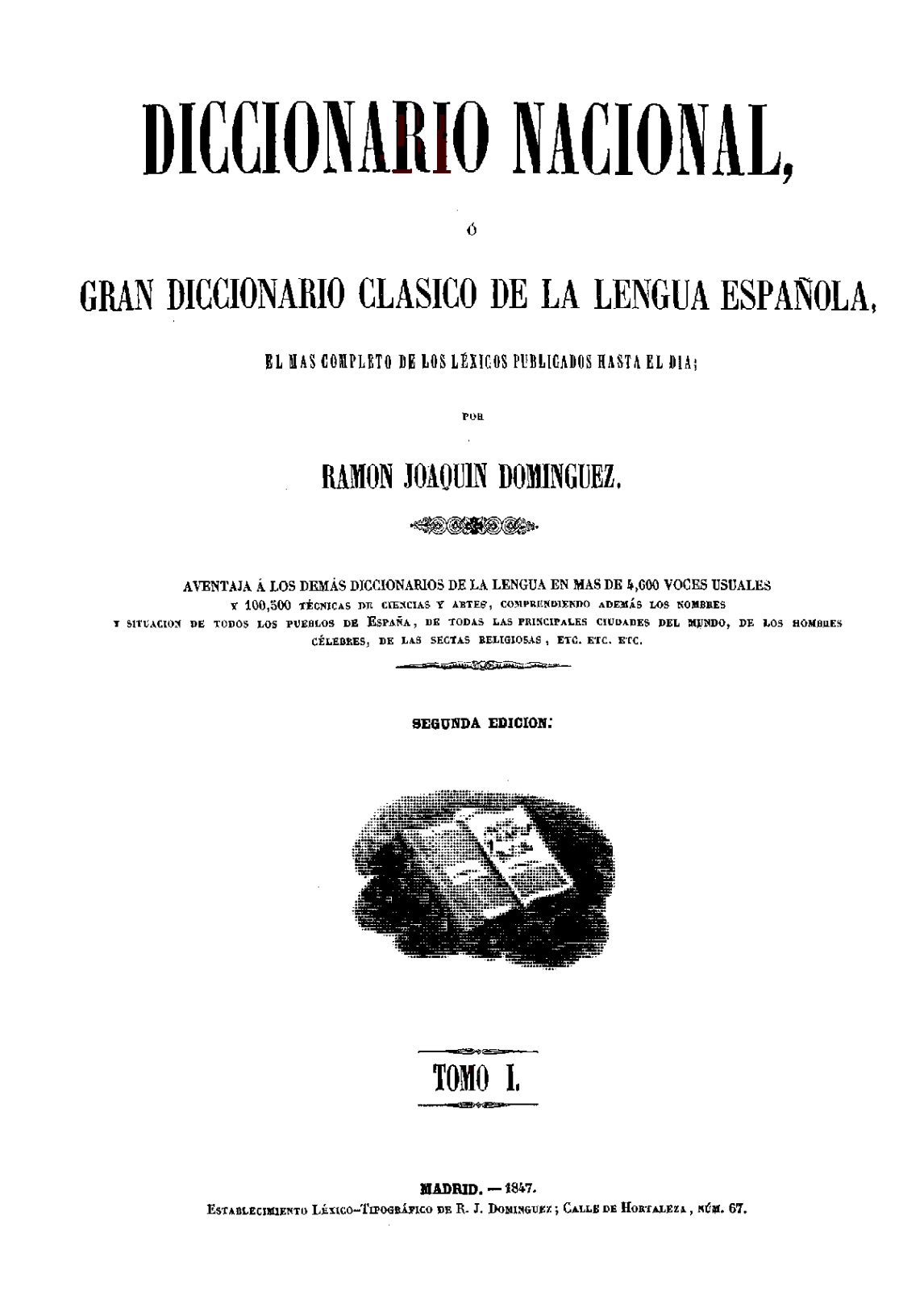
Primera página del Diccionario Nacional (segunda edición, 1847)

La obra más destacada de Domínguez fue el Diccionario nacional o Gran diccionario clásico de la lengua española (1846-1847), un texto enciclopédico con 145 000 entradas, en la línea del diccionario publicado por el lexicógrafo y gramático francés Louis-Nicolas Bescherelle (1802-1883). Este diccionario, publicado en dos volúmenes, es notable tanto por su carácter renovador en el campo de la lexicografía, como por reflejar en muchas definiciones la ideología progresista de su autor. Según el filólogo español Manuel Seco, esta obra se puede definir como un «diccionario romántico». Fue el primer diccionario en incluir en su título la denominación de lengua española.
Murió en Madrid en 1848, en un enfrentamiento callejero contra fuerzas militares durante las revueltas que intentaban deponer al general Ramón María Narváez, en las que intervenía como elemento civil de la sublevación. Domínguez era propietario de un taller de imprenta situado en la calle Hortaleza de Madrid (en el que imprimía sus propios libros), que sería regentado por su viuda durante un corto período.

## Obras
- El marqués de Fortville, Madrid, Boix, 1840
- Nueva gramática francesa, compuesta para el uso de los españoles, Madrid, T. Aguado y Cía., 1844
- Reglas de ortografía sacadas de la Gramática de don R. J. Domínguez, Madrid, T. Aguado y Cía., 1844
- Diccionario universal francés-español y español-francés: por una sociedad de profesores de ambas lenguas, Madrid, Imprenta Jordan e Hijos y Estudio léxico-tipográfico R. J. Domínguez, 1845-1846, 6 vols. (Director de la obra)
- Diccionario nacional o Gran diccionario clásico de la lengua española, Madrid, Estudio léxico-tipográfico de R. J. Domínguez, 1846-1847, 2 vols.[3]